# Sander Gillé
Sander Gillé (født 15. januar 1991 i Hasselt, Belgien) er en professionel tennisspiller fra Belgien.